# Music Land
Music Land é um curta-metragem de animação da série Silly Symphonies, lançado em 1935, com direção de Wilfred Jackson e produção de Walt Disney.

## Produção
Em uma tentativa de preencher a lacuna entre a música clássica e o jazz, a trilha sonora do curta inclui Eroica de Beethoven e A Cavalgada das Valquírias de Wagner, bem como várias canções populares, jazz e diversas. O filme não contém nenhum discurso oral, mas os personagens se comunicam com tons musicais, cada um "fala" por meio da utilização do som do instrumento em particular do qual se baseiam. 
De acordo com Leonard Maltin, a história do filme se originou no dilema musical genuíno da sociedade americana; algumas pessoas na década de 1930 viam o jazz como o fim da civilização, semelhante à forma como alguns pais de hoje tendem a ficar perplexos com os interesses musicais de seus filhos. Aliás, o personagem saxofone tenor é uma caricatura do "Rei do Jazz", Paul Whiteman.
O filme foi editado em Disneyland: Toot, Whistle, Plunk, e lançado em 1959 com a música reorquestrada e narração do professor coruja, e foi apresentado em Walt Disney Cartoon Classics Limited Gold Edition II: The Disney Dream Factory (1991), Songs of the Silly Symphonies (2001) e The Making of 'Pinocchio': No Strings Attached (2009).
Em uma exposição de "alguns dos usos mais inspirados e memoráveis da música clássica em animação", o filme foi exibido na íntegra em "O que é Ópera? - Animação e Música Clássica", como parte da "Marc Davis Celebração da Animação" organizada pela Academia de Artes e Ciências Cinematográficas, no Teatro Samuel Goldwyn em Beverly Hills. 

## Enredo
O curta começa mostrando um mapa da Music Land, antes de a câmera se aproximar mostrando a Land of Symphony (Terra da Sinfonia). A Terra da Sinfonia é um reino de tema clássico, onde a princesa (um violino antropomórfico) cresce entediada com a dança lenta de salão e foge.
Do outro lado do Mar da Dissonância, a Ilha do Jazz é um reino vivo com música animada e dança, mas o príncipe (um saxofone alto antropomórfico) tem pouco interesse nele. Saindo, ele vê a princesa através do mar com a ajuda de um clarinete-telescópio, e imediatamente se apaixona por ela. Ele rapidamente se desloca através do mar em um barco-xilofone para encontrá-la.
Sua paquera é interrompida, no entanto, quando a mãe da princesa (um violoncelo) da Terra da Sinfonia, envia seus guardas para trancá-lo na prisão de uma torre-metrônomo. Para escapar dessa situação, ele escreve uma carta-partitura pedindo ajuda (a melodia de The Prisoner's Song) e envia para um pássaro, que traz para o seu pai (um saxofone tenor), que eleva o grito de guerra (uma versão jazz das cornetas dos militares).
A Ilha do Jazz implanta sua banda multi-peça como artilharia, bombardeando a Terra da Sinfonia com notas musicais explosivas num número de jazz/swing. A Terra da Sinfonia retorna fogo com tubos de órgãos que viram canhões, lançando interceptores musicais dos refrões de A Cavalgada das Valquírias de Wagner.
A princesa intervém para acabar com a guerra agitando uma bandeira de rendição, mas cai no mar quando uma nota da sinfonia bate no seu barco. O príncipe luta para escapar de sua cela, e uma nota explode na cadeia o ajudando escapar, e ele corre para salvá-la, mas acaba ferido também. Ambos os pais veem o que está acontecendo, e rapidamente cessam fogo para resgatar seus filhos. Quando chegam aos filhos, os separam um do outro e, depois dos pais se entreolharem, o rei começa a gostar da rainha e decide fazer as pazes através de um aperto de mão. A história termina com uma nota feliz de um casamento duplo, entre o príncipe e a princesa e o rei e a rainha, presidida por um ministro contrabaixo, com os cidadãos de ambas as terras dançando na recém-construída ponte da harmonia e um arco-íris com notas musicais aparece no céu.

## Reconhecimento
A Austin Chronicle escreve que, sendo um dos primeiros Silly Symphonies, "Music Land é um lugar cheio de tensão, com o Mar da Dissonância situado entre a Ilha do Jazz e a Terra da Sinfonia", e que a ação é quase tão dramática quanto O Resgate do Soldado Ryan. Note-se que "é o primeiro vislumbre, assim, de um aspecto crítico de animar seres inanimados: como usar elementos estruturais de um objeto - a cravelha em um violoncelo, o porta-voz em um saxofone - para melhor efeito". 
No Dicionário de filmes de Georges Sadoul e Peter Morris, é dito que o filme tem "uma gama extraordinária de design gráfico e um uso criativo do som".  